# Бернар Казони
Бернар Рене Мишел Казони (фр. Bernard René Michel Casoni; Кан, 4. септембар 1961) бивши је француски фудбалер. Након завршетка играчке каријере постао је фудбалски тренер.

## Каријера
Током фудбалске каријере је наступао искључиво за француске клубове. Играо је на позицији одбрамбеног играча. Поникао је у млађим категоријама фудбалског клуба у Кану. Сениорску фудбалску каријеру је започео 1980. године у првом тиму истог клуба, у којем је провео четири сезоне.
Након тога, од 1984. до 1990. године, играо је у фудбалским клубовима Расинг из Париза и Тулон.
Године 1990. потписао је уговор са Олимпиком из Марсеља, за који је играо 6 сезона. Већину времена проведеног у клубу био је стандардни првотимац. За то време два пута је освајао титулу француског првака и постао победник Лиге шампиона 1993. Професионалну каријеру завршио је у Марсељу 1996. године.
У сезони 1990/91, играо је финале Купа европских шампиона против београдске Црвене звезде, у ком је Марсељ поражен након извођења једанаестераца. Казони је постигао гол из пенала, али је његов саиграч Мануел Аморос промашио, док су сви играчи Црвене звезде били прецизни са беле тачке.
Након завршетка играчке каријере, посветио се тренерском послу. Био је тренер Олимпика Марсеља у сезони 1999/00. Од 2004. до 2005. био је селектор Јерменије. Тренирао је клубове у Тунису, Мађарској, Катару и Алжиру.

## Репрезентација
За репрезентацију Француске дебитовао је 1988. године. За национални тим одиграо је 30 утакмица, није постогао ниједан гол. Био је уврштен у састав за Европско првенство 1992. у Шведској.

## Успеси
Играч:
Олимпик Марсељ
- Лига 1: 1990/91, 1991/92.
- Лига шампиона: победа 1993, финале 1991.

Тренер:
Видеотон
- Суперкуп Мађарске: финале 2015.